# Grand Prix de la Somme 2015
La 30e édition du Grand Prix de la Somme a eu lieu le 3 mai 2015. La course fait partie du calendrier UCI Europe Tour 2015 en catégorie 1.1.
Elle a été remportée lors d'un sprint à trois coureurs par le Français Quentin Jauregui (AG2R La Mondiale) devant son compatriote Anthony Delaplace (Bretagne-Séché Environnement) et le l'Estonien Alo Jakin (Auber 93).
Le classement de la montagne est remporté par le Français Rudy Barbier (Roubaix Lille Métropole), et son compatriote Alexis Gougeard (AG2R La Mondiale) gagne le classement des sprints et Jauregui termine meilleur jeune.

## Présentation

### Équipes
Classé en catégorie 1.1 de l'UCI Europe Tour, le Grand Prix de la Somme est par conséquent ouvert aux WorldTeams dans la limite de 50 % des équipes participantes, aux équipes continentales professionnelles, aux équipes continentales et aux équipes nationales.
Seize équipes participent à ce Grand Prix de la Somme : deux WorldTeams, trois équipes continentales professionnelles et onze équipes continentales :
| UCI WorldTeams   | UCI WorldTeams | UCI WorldTeams |
| Nom de l'équipe  | Pays           | Code           |
| ---------------- | -------------- | -------------- |
| AG2R La Mondiale | France         | ALM            |
| FDJ              | France         | FDJ            |

| Équipes continentales professionnelles | Équipes continentales professionnelles | Équipes continentales professionnelles |
| Nom de l'équipe                        | Pays                                   | Code                                   |
| -------------------------------------- | -------------------------------------- | -------------------------------------- |
| Bretagne-Séché Environnement           | France                                 | BSE                                    |
| Cofidis                                | France                                 | COF                                    |
| Europcar                               | France                                 | EUC                                    |

| Équipes continentales          | Équipes continentales | Équipes continentales |
| Nom de l'équipe                | Pays                  | Code                  |
| ------------------------------ | --------------------- | --------------------- |
| Armée de Terre                 | France                | ADT                   |
| Auber 93                       | France                | AUB                   |
| Bridgestone Anchor             | Japon                 | BGT                   |
| CCT-Champion System            | Nouvelle-Zélande      | CCT                   |
| Differdange-Losch              | Luxembourg            | CCD                   |
| Marseille 13 KTM               | France                | M13                   |
| Roth-Škoda                     | Suisse                | ROT                   |
| Roubaix Lille Métropole        | France                | RLM                   |
| T.Palm-Pôle Continental Wallon | Belgique              | PCW                   |
| Vorarlberg                     | Autriche              | VBG                   |
| Wallonie-Bruxelles             | Belgique              | WBC                   |

### Règlement de la course

#### Primes
Les vingt prix sont attribués suivant le barème de l'UCI,. Le total général des prix distribués est de 14 477 €.
| Position | 1er     | 2e      | 3e      | 4e    | 5e    | 6e    | 7e    | 8e    | 9e    | 10e à 20e |
| Prix     | 5 785 € | 2 895 € | 1 445 € | 715 € | 580 € | 433 € | 433 € | 287 € | 287 € | 147 €     |

## Classements

### Classement final
| Classement final | Classement final   | Classement final | Classement final             | Classement final   |
|                  | Coureur            | Pays             | Équipe                       | Temps              |
| ---------------- | ------------------ | ---------------- | ---------------------------- | ------------------ |
| 1er              | Quentin Jauregui   | France           | AG2R La Mondiale             | en 4 h 37 min 26 s |
| 2e               | Anthony Delaplace  | France           | Bretagne-Séché Environnement | + 0 s              |
| 3e               | Alo Jakin          | Estonie          | Auber 93                     | + 0 s              |
| 4e               | Damien Gaudin      | France           | AG2R La Mondiale             | + 16 s             |
| 5e               | Bryan Coquard      | France           | Europcar                     | + 19 s             |
| 6e               | Pierrick Fédrigo   | France           | Bretagne-Séché Environnement | + 19 s             |
| 7e               | Anthony Roux       | France           | FDJ                          | + 19 s             |
| 8e               | Julien Loubet      | France           | Marseille 13 KTM             | + 19 s             |
| 9e               | Rudy Molard        | France           | Cofidis                      | + 19 s             |
| 10e              | Gediminas Bagdonas | Lituanie         | AG2R La Mondiale             | + 1 min 2 s        |
| modifier         |                    |                  |                              |                    |

### Classements annexes
| Classement de la montagne | Classement de la montagne | Classement de la montagne | Classement de la montagne | Classement de la montagne |
| ------------------------- | ------------------------- | ------------------------- | ------------------------- | ------------------------- |
|                           | Coureur                   | Pays                      | Équipe                    | Point(s)                  |
| 1er                       | Rudy Barbier              | France                    | Roubaix Lille Métropole   | 14 points                 |
| 2e                        | Antoine Duchesne          | Canada                    | Europcar                  | 8 pts                     |
| 3e                        | Alexandre Pichot          | France                    | Europcar                  | 5 pts                     |
| modifier                  |                           |                           |                           |                           |

| Classement des sprints | Classement des sprints | Classement des sprints | Classement des sprints | Classement des sprints |
| ---------------------- | ---------------------- | ---------------------- | ---------------------- | ---------------------- |
|                        | Coureur                | Pays                   | Équipe                 | Point(s)               |
| 1er                    | Alexis Gougeard        | France                 | AG2R La Mondiale       | 6 points               |
| 2e                     | Alexandre Pichot       | France                 | Europcar               | 5 pts                  |
| 3e                     | Antoine Duchesne       | Canada                 | Europcar               | 2 pts                  |
| modifier               |                        |                        |                        |                        |

| \| Classement du meilleur jeune[4] \| Classement du meilleur jeune[4] \| Classement du meilleur jeune[4] \| Classement du meilleur jeune[4] \| Classement du meilleur jeune[4] \| \| \| Coureur \| Pays \| Équipe \| Temps \| \| ------------------------------- \| ------------------------------- \| ------------------------------- \| ------------------------------- \| ------------------------------- \| \| 1er \| Quentin Jauregui \| France \| AG2R La Mondiale \| en 4 h 37 min 26 s \| \| 2e \| Bryan Coquard \| France \| Europcar \| + 19 s \| \| 3e \| Clément Venturini \| France \| Cofidis \| + 1 min 28 s \| \| modifier \| \| \| \| \| |                   |        |                  |                    |
| Classement du meilleur jeune |                   |        |                  |                    |
| | Coureur           | Pays   | Équipe           | Temps              |
| 1er | Quentin Jauregui  | France | AG2R La Mondiale | en 4 h 37 min 26 s |
| 2e | Bryan Coquard     | France | Europcar         | + 19 s             |
| 3e | Clément Venturini | France | Cofidis          | + 1 min 28 s       |
| modifier |                   |        |                  |                    |

### UCI Europe Tour
Ce Grand Prix de la Somme attribue des points pour l'UCI Europe Tour 2015, par équipes seulement aux coureurs des équipes continentales professionnelles et continentales, individuellement à tous les coureurs sauf ceux faisant partie d'une équipe ayant un label WorldTeam.
| Position,          | 1er | 2e | 3e | 4e | 5e | 6e | 7e | 8e | 9e | 10e | 11e | 12e |
| Classement général | 80  | 56 | 32 | 24 | 20 | 16 | 12 | 8  | 7  | 6   | 5   | 3   |

## Liste des participants
- Liste de départ complète

| Légende | Légende                                                                    | Légende | Légende                                                    |
| ------- | -------------------------------------------------------------------------- | ------- | ---------------------------------------------------------- |
| Num     | Dossard de départ porté par le coureur sur ce Grand Prix de la Somme       | Pos     | Position à l'arrivée de la course                          |
|         | Indique un maillot de champion national ou mondial, suivi de sa spécialité | NP      | Indique un coureur qui n'a pas pris le départ de la course |
| AB      | Indique un coureur qui n'a pas terminé la course                           | HD      | Indique un coureur qui a terminé la course hors des délais |

| AG2R La Mondiale ALM               | AG2R La Mondiale ALM     | AG2R La Mondiale ALM |
| ---------------------------------- | ------------------------ | -------------------- |
| Num                                | Coureur                  | Pos                  |
| 1                                  | Maxime Daniel (FRA)      | AB                   |
| 2                                  | Damien Gaudin (FRA)      | 4e                   |
| 3                                  | Gediminas Bagdonas (LTU) | 10e                  |
| 4                                  | Blel Kadri (FRA)         | 77e                  |
| 5                                  | Sébastien Turgot (FRA)   | 72e                  |
| 6                                  | Alexis Gougeard (FRA)    | 52e                  |
| 7                                  | Quentin Jauregui (FRA)   | 1er                  |
| 8                                  | Pierre Latour (FRA)      | 22e                  |
| Directeur sportif : Nicolas Guillé |                          |                      |

| FDJ                                | FDJ                     | FDJ |
| ---------------------------------- | ----------------------- | --- |
| Num                                | Coureur                 | Pos |
| 11                                 | Anthony Roux (FRA)      | 7e  |
| 12                                 | David Boucher (FRA)     | NP  |
| 13                                 | Arnaud Courteille (FRA) | 47e |
| 14                                 | Arnold Jeannesson (FRA) | AB  |
| 15                                 | Johan Le Bon (FRA)      | AB  |
| 16                                 | Francis Mourey (FRA)    | NP  |
| 17                                 | Yoann Offredo (FRA)     | 40e |
| 18                                 | Marc Sarreau (FRA)      | 58e |
| Directeur sportif : Sébastien Joly |                         |     |

| Bretagne-Séché Environnement BSE   | Bretagne-Séché Environnement BSE | Bretagne-Séché Environnement BSE |
| ---------------------------------- | -------------------------------- | -------------------------------- |
| Num                                | Coureur                          | Pos                              |
| 21                                 | Matthieu Boulo (FRA)             | NP                               |
| 22                                 | Pierrick Fédrigo (FRA)           | 6e                               |
| 23                                 | Brice Feillu (FRA)               | NP                               |
| 24                                 | Arnaud Gérard (FRA)              | 16e                              |
| 25                                 | Anthony Delaplace (FRA)          | 2e                               |
| 26                                 | Benoît Jarrier (FRA)             | 13e                              |
| 27                                 | Christophe Laborie (FRA)         | 64e                              |
| 28                                 | Maxime Cam (FRA)                 | NP                               |
| Directeur sportif : Franck Renimel |                                  |                                  |

| Cofidis COF                        | Cofidis COF               | Cofidis COF |
| ---------------------------------- | ------------------------- | ----------- |
| Num                                | Coureur                   | Pos         |
| 31                                 | Steve Chainel (FRA)       | 18e         |
| 32                                 | Jonas Ahlstrand (SWE)     | 76e         |
| 33                                 | Adrien Petit (FRA)        | 62e         |
| 34                                 | Gert Jõeäär (EST)         | 89e         |
| 35                                 | Rudy Molard (FRA)         | 9e          |
| 36                                 | Louis Verhelst (BEL)      | AB          |
| 37                                 | Michael Van Staeyen (BEL) | 73e         |
| 38                                 | Clément Venturini (FRA)   | 11e         |
| Directeur sportif : Alain Deloeuil |                           |             |

| Europcar EUC                         | Europcar EUC             | Europcar EUC |
| ------------------------------------ | ------------------------ | ------------ |
| Num                                  | Coureur                  | Pos          |
| 41                                   | Bryan Coquard (FRA)      | 5e           |
| 42                                   | Antoine Duchesne (CAN)   | 17e          |
| 43                                   | Jimmy Engoulvent (FRA)   | 49e          |
| 44                                   | Yohann Gène (FRA)        | 70e          |
| 45                                   | Vincent Jérôme (FRA)     | 19e          |
| 46                                   | Julien Morice (FRA)      | 39e          |
| 47                                   | Alexandre Pichot (FRA)   | 50e          |
| 48                                   | Guillaume Thévenot (FRA) | 23e          |
| Directeur sportif : Benoît Génauzeau |                          |              |

| Auber 93 AUB                       | Auber 93 AUB              | Auber 93 AUB |
| ---------------------------------- | ------------------------- | ------------ |
| Num                                | Coureur                   | Pos          |
| 51                                 | César Bihel (FRA)         | AB           |
| 52                                 | Flavien Dassonville (FRA) | AB           |
| 53                                 | Alo Jakin (EST) (Route)   | 3e           |
| 54                                 | Guillaume Levarlet (FRA)  | 46e          |
| 55                                 | Anthony Maldonado (FRA)   | 44e          |
| 56                                 | David Menut (FRA)         | 15e          |
| 57                                 | Théo Vimpère (FRA)        | 42e          |
| 58                                 | Steven Tronet (FRA)       | 41e          |
| Directeur sportif : Stephan Gaudry |                           |              |

| Armée de Terre ADT               | Armée de Terre ADT      | Armée de Terre ADT |
| -------------------------------- | ----------------------- | ------------------ |
| Num                              | Coureur                 | Pos                |
| 61                               | Bryan Alaphilippe (FRA) | 84e                |
| 62                               | Alexis Bodiot (FRA)     | 63e                |
| 63                               | Romain Combaud (FRA)    | 14e                |
| 64                               | Fabien Canal (FRA)      | 69e                |
| 65                               | Romain Le Roux (FRA)    | AB                 |
| 66                               | Jordan Levasseur (FRA)  | AB                 |
| 67                               | Quentin Pacher (FRA)    | 32e                |
| 68                               | Benjamin Thomas (FRA)   | 29e                |
| Directeur sportif : Jimmy Casper |                         |                    |

| Roubaix Lille Métropole RLM         | Roubaix Lille Métropole RLM | Roubaix Lille Métropole RLM |
| ----------------------------------- | --------------------------- | --------------------------- |
| Num                                 | Coureur                     | Pos                         |
| 71                                  | Rudy Barbier (FRA)          | 54e                         |
| 72                                  | Timothy Dupont (BEL)        | 25e                         |
| 73                                  | Jérémy Leveau (FRA)         | 61e                         |
| 74                                  | Romain Pillon (FRA)         | 53e                         |
| 75                                  | Jimmy Turgis (FRA)          | 34e                         |
| 76                                  | Maxime Vantomme (BEL)       | 35e                         |
| 77                                  |                             |                             |
| 78                                  |                             |                             |
| Directeur sportif : Gilles Pauchard |                             |                             |

| Marseille 13 KTM M13                    | Marseille 13 KTM M13       | Marseille 13 KTM M13 |
| --------------------------------------- | -------------------------- | -------------------- |
| Num                                     | Coureur                    | Pos                  |
| 81                                      | Rémy Di Grégorio (FRA)     | AB                   |
| 82                                      | Julien El Fares (FRA)      | 45e                  |
| 83                                      | Benjamin Giraud (FRA)      | 20e                  |
| 84                                      | Alexandre Blain (FRA)      | 12e                  |
| 85                                      | Julien Loubet (FRA)        | 8e                   |
| 86                                      | Clément Penven (FRA)       | 71e                  |
| 87                                      | Clément Saint-Martin (FRA) | 43e                  |
| 88                                      | Evaldas Šiškevičius (LTU)  | AB                   |
| Directeur sportif : Freddy Lecarpentier |                            |                      |

| Bridgestone Anchor BGT                | Bridgestone Anchor BGT | Bridgestone Anchor BGT |
| ------------------------------------- | ---------------------- | ---------------------- |
| Num                                   | Coureur                | Pos                    |
| 91                                    | Sho Hatsuyama (JPN)    | 66e                    |
| 92                                    | Kazuo Inoue (JPN)      | NP                     |
| 93                                    | Thomas Lebas (FRA)     | AB                     |
| 94                                    | Damien Monier (FRA)    | AB                     |
| 95                                    | Ryota Nishizono (JPN)  | 65e                    |
| 96                                    | Takero Terasaki (JPN)  | 90e                    |
| 97                                    | Hiroshi Tsubaki (JPN)  | AB                     |
| 98                                    | Kōhei Uchima (JPN)     | AB                     |
| Directeur sportif : Takehiro Mizutani |                        |                        |

| CCT-Champion System CCT         | CCT-Champion System CCT | CCT-Champion System CCT |
| ------------------------------- | ----------------------- | ----------------------- |
| Num                             | Coureur                 | Pos                     |
| 101                             | Darijus Džervus (LTU)   | 75e                     |
| 102                             | Tanzō Tokuda (JPN)      | AB                      |
| 103                             | Tom Goovaerts (BEL)     | 55e                     |
| 104                             | Joshua Haggerty (NZL)   | AB                      |
| 105                             | Michael Vink (NZL)      | NP                      |
| 106                             | Sascha Weber (GER)      | 33e                     |
| 107                             | Ryan Wills (NZL)        | NP                      |
| 108                             | Matthew Zenovich (NZL)  | AB                      |
| Directeur sportif : Walter Maes |                         |                         |

| Differdange-Losch CCD             | Differdange-Losch CCD   | Differdange-Losch CCD |
| --------------------------------- | ----------------------- | --------------------- |
| Num                               | Coureur                 | Pos                   |
| 111                               | Sven Fritsch (LUX)      | AB                    |
| 112                               | Thomas Deruette (BEL)   | AB                    |
| 113                               | Jānis Dakteris (LAT)    | 68e                   |
| 114                               | Rick Ampler (GER)       | 91e                   |
| 115                               | Tom Thill (LUX)         | 30e                   |
| 116                               | Johan Coenen (BEL)      | 37e                   |
| 117                               | Cedric Raymackers (BEL) | 56e                   |
| 118                               |                         |                       |
| Directeur sportif : Gabriel Gatti |                         |                       |

| Vorarlberg VBG                    | Vorarlberg VBG           | Vorarlberg VBG |
| --------------------------------- | ------------------------ | -------------- |
| Num                               | Coureur                  | Pos            |
| 121                               | Nicolas Baldo (FRA)      | 21e            |
| 122                               | Manuel Schreiber (AUT)   | 88e            |
| 123                               | Aldo Ino Ilešič (SLO)    | NP             |
| 124                               | Patrick Jäger (AUT)      | 28e            |
| 125                               | Grischa Janorschke (GER) | 24e            |
| 126                               | Clément Koretzky (FRA)   | 36e            |
| 127                               | Christoph Springer (GER) | 57e            |
| 128                               | Nicolas Winter (SUI)     | 59e            |
| Directeur sportif : Werner Salmen |                          |                |

| T.Palm-Pôle Continental Wallon PCW     | T.Palm-Pôle Continental Wallon PCW | T.Palm-Pôle Continental Wallon PCW |
| -------------------------------------- | ---------------------------------- | ---------------------------------- |
| Num                                    | Coureur                            | Pos                                |
| 131                                    | Thomas Armstrong (GBR)             | 74e                                |
| 132                                    | Jonathan Baratto (BEL)             | 31e                                |
| 133                                    | Claudio Catania (ITA)              | 94e                                |
| 134                                    | Guillaume Haag (BEL)               | 78e                                |
| 135                                    | Nicolas Mertz (BEL)                | 81e                                |
| 136                                    | Jeff Peelaers (BEL)                | 87e                                |
| 137                                    | Ian Vansumere (BEL)                | 79e                                |
| 138                                    | Andrew Ydens (BEL)                 | 86e                                |
| Directeur sportif : Pascal Pieterarens |                                    |                                    |

| Roth-Škoda ROT                       | Roth-Škoda ROT               | Roth-Škoda ROT |
| ------------------------------------ | ---------------------------- | -------------- |
| Num                                  | Coureur                      | Pos            |
| 141                                  | Andrea Pasqualon (ITA)       | 48e            |
| 142                                  | Alberto Cecchin (ITA)        | 51e            |
| 143                                  | Temesgen Teklehaimanot (ERI) | 92e            |
| 144                                  | Tristan Marguet (SUI)        | AB             |
| 145                                  | Nico Brüngger (SUI)          | 67e            |
| 146                                  | Lukas Jaun (SUI)             | 26e            |
| 147                                  |                              |                |
| 148                                  |                              |                |
| Directeur sportif : Mirco Lorenzetto |                              |                |

| Wallonie-Bruxelles WBC                | Wallonie-Bruxelles WBC | Wallonie-Bruxelles WBC |
| ------------------------------------- | ---------------------- | ---------------------- |
| Num                                   | Coureur                | Pos                    |
| 151                                   | Antoine Demoitié (BEL) | 27e                    |
| 152                                   | Grégory Habeaux (BEL)  | 85e                    |
| 153                                   | Tom Dernies (BEL)      | 60e                    |
| 154                                   | Ludwig De Winter (BEL) | 82e                    |
| 155                                   | Laurent Évrard (BEL)   | 38e                    |
| 156                                   | Loïc Pestiaux (BEL)    | 80e                    |
| 157                                   | Julien Stassen (BEL)   | 83e                    |
| 158                                   | Thomas Wertz (BEL)     | 93e                    |
| Directeur sportif : Christophe Brandt |                        |                        |